# Sportverein Meppen 1912 2020-2021
Questa voce raccoglie le informazioni riguardanti lo Sportverein Meppen 1912 nelle competizioni ufficiali della stagione 2020-2021.

## Stagione
Nella stagione 2020-2021 il Meppen, allenato da Torsten Frings, Mario Neumann e Rico Schmitt, concluse il campionato di 3. Liga al 17º posto.

## Divise e sponsor
Il main sponsor era il fornitore di servizi di comunicazione KiKxxl, mentre quello tecnico, fornitore delle tenute di gioco, era Nike.
| Casa | Trasferta |

## Rosa
| N. |                        | Ruolo | Calciatore         |
| -- | ---------------------- | ----- | ------------------ |
| 3  | Germania (bandiera)    | D     | Janik Jesgarzewski |
| 4  | Germania (bandiera)    | D     | Yannick Osée       |
| 5  | Paesi Bassi (bandiera) | A     | Niels Grevink      |
| 6  | Svizzera (bandiera)    | C     | Nico Andermatt     |
| 7  | Afghanistan (bandiera) | D     | Hassan Amin        |
| 8  | Germania (bandiera)    | C     | Thilo Leugers      |
| 9  | Paesi Bassi (bandiera) | A     | Tom Boere          |
| 10 | Germania (bandiera)    | C     | Luka Tankulić      |
| 11 | Polonia (bandiera)     | C     | Marcus Piossek     |
| 12 | Germania (bandiera)    | P     | Matthis Harsman    |
| 14 | Germania (bandiera)    | C     | Willi Evseev       |
| 15 | Germania (bandiera)    | D     | Markus Ballmert    |
| 16 | Germania (bandiera)    | C     | Florian Egerer     |

| N. |                     | Ruolo | Calciatore          |
| -- | ------------------- | ----- | ------------------- |
| 17 | Germania (bandiera) | A     | Christoph Hemlein   |
| 18 | Germania (bandiera) | A     | René Guder          |
| 19 | Germania (bandiera) | D     | Lars Bünning        |
| 20 | Germania (bandiera) | C     | Mike-Steven Bähre   |
| 21 | Germania (bandiera) | C     | Leonard Bredol      |
| 22 | Germania (bandiera) | D     | Steffen Puttkammer  |
| 23 | Germania (bandiera) | A     | Lukas Krüger        |
| 25 | Germania (bandiera) | D     | Jeron Al-Hazaimeh   |
| 26 | Germania (bandiera) | A     | Julius Düker        |
| 27 | Albania (bandiera)  | C     | Valdet Rama         |
| 30 | Germania (bandiera) | A     | Ted Tattermusch     |
| 32 | Germania (bandiera) | P     | Erik Domaschke      |
| 37 | Germania (bandiera) | P     | Constantin Frommann |

## Organigramma societario
Area tecnica
- Allenatore: Rico Schmitt
- Allenatore in seconda: Mario Neumann
- Preparatore dei portieri: André Poggenborg
- Preparatori atletici: Daniel Vehring

## Calciomercato

### Sessione estiva
| Acquisti | Acquisti      | Acquisti             | Acquisti |
| R.       | Nome          | da                   | Modalità |
| -------- | ------------- | -------------------- | -------- |
| P        | Luca Plogmann | Werder Brema         |          |
| A        | Dejan Bozic   | Chemnitz             |          |
| A        | Lukas Krüger  | BFC Dynamo           |          |
| D        | Lars Bünning  | Borussia Dortmund II |          |

| Cessioni | Cessioni          | Cessioni             | Cessioni |
| R.       | Nome              | a                    | Modalità |
| -------- | ----------------- | -------------------- | -------- |
| C        | Max Kremer        | Energie Cottbus      |          |
| A        | Marius Kleinsorge | Kaiserslautern       |          |
| D        | Marco Komenda     | Holstein Kiel        |          |
| D        | David Vržogić     | ASC Grün-Weiß 49     |          |
| A        | Deniz Undav       | Union Saint-Gilloise |          |

### Sessione invernale
| Acquisti | Acquisti  | Acquisti | Acquisti |
| R.       | Nome      | da       | Modalità |
| -------- | --------- | -------- | -------- |
| A        | Tom Boere | Türkgücü |          |

| Cessioni | Cessioni      | Cessioni     | Cessioni |
| R.       | Nome          | a            | Modalità |
| -------- | ------------- | ------------ | -------- |
| P        | Luca Plogmann | Werder Brema |          |

## Risultati

### 3. Liga

#### Girone di andata
| Arbitro: | Braun |

|           |           |                             |
| Bozic 54’ | Marcatori | 3’ Lex 59’ Moll 90’ Mölders |

| Arbitro: | Bauer |

|  |           |                      |
|  | Marcatori | 22’ Piossek 59’ Rama |

| Arbitro: | Glaser |

|           |           |                      |
| Helwe 86’ | Marcatori | 5’ Yildirim 44’ Lang |

| Arbitro: | Fritsch |

|                            |           |           |
| Hasenhüttl 19’ Anspach 72’ | Marcatori | 14’ Helwe |

| Arbitro: | Exner |

|  |           |             |
|  | Marcatori | 50’ Bunjaku |

| Arbitro: | Speckner |

|                                             |           |              |
| Dehl 11’ Vollert 25’ Derstroff 50’ Boyd 80’ | Marcatori | 13’ Tankulić |

| Arbitro: | Braun |

|                                     |           |                     |
| Puttkammer 25’ Guder 47’ Krüger 86’ | Marcatori | 27’ Zuck 66’ Pourié |

| Arbitro: | Weickenmeier |

|                                        |           |  |
| Hosiner 45’ Königsdörffer 59’ Kade 90’ | Marcatori |  |

| Arbitro: | Greif |

|                      |           |  |
| Amin 22’ Bünning 45’ | Marcatori |  |

| Arbitro: | Kessel |

|                    |           |  |
| Kühn 68’ Scott 74’ | Marcatori |  |

| Arbitro: | Waschitzki-Günther |

|             |           |                                                 |
| Bünning 40’ | Marcatori | 15’ Slišković 43’ Kircicek 69’ Sorge 90’ Gorzel |

| Arbitro: | Bacher |

|           |           |  |
| Korte 71’ | Marcatori |  |

| Arbitro: | Siewer |

|                      |           |  |
| Tankulić 4’ Rama 23’ | Marcatori |  |

| Magdeburgo 4 dicembre 2020, ore 19:00 CET 14ª giornata | Magdeburgo | 0 – 0 referto | Meppen | MDCC-Arena (0 spett.)\| Arbitro: \| Oldhafer \| |
| Arbitro:                                               | Oldhafer   |               |        |                                                 |

| Arbitro: | Haslberger |

|  |           |                          |
|  | Marcatori | 36’ Rama 90’ (rig.) Amin |

| Arbitro: | Braun |

|                 |           |                   |
| Al-Hazaimeh 90’ | Marcatori | 50’, 68’ Schröter |

| Arbitro: | Glaser |

|  |           |                          |
|  | Marcatori | 11’ Piossek 77’ Tankulić |

| Arbitro: | Winter |

|             |           |  |
| Bünning 32’ | Marcatori |  |

| Arbitro: | Alt |

|               |           |  |
| Kamavuaka 22’ | Marcatori |  |

#### Girone di ritorno
| Arbitro: | Osmanagic |

|              |           |           |
| Belkahia 63’ | Marcatori | 76’ Bozic |

| Arbitro: | Bauer |

|  |           |                                          |
|  | Marcatori | 35’ Grimaldi 45’ Lukimya 77’, 83’ Kiprit |

| Arbitro: | Bacher |

|                                    |           |           |
| Janjić 48’, 61’ Bünning 58’ (aut.) | Marcatori | 50’ Guder |

| Arbitro: | Schwengers |

|                                        |           |                                      |
| Hemlein 17’ Jesgarzewski 21’ Guder 63’ | Marcatori | 10’ Marseiler 35’ (rig.) Stroh-Engel |

| Arbitro: | Speckner |

|                |           |  |
| Wunderlich 78’ | Marcatori |  |

| Arbitro: | Burda |

|                    |           |              |
| Amin 10’ Boere 71’ | Marcatori | 44’ Eberwein |

| Arbitro: | Müller |

|                     |           |                              |
| Ritter 38’ Huth 59’ | Marcatori | 28’ Hemlein 47’ (rig.) Boere |

| Arbitro: | Kampka |

|  |           |                                                  |
|  | Marcatori | 3’ Daferner 25’, 73’ Mörschel 54’ (rig.) Hosiner |

| Arbitro: | Greif |

|  |           |          |
|  | Marcatori | 19’ Osée |

| Arbitro: | Schwengers |

|                     |           |                |
| Puttkammer 45’, 73’ | Marcatori | 58’ (rig.) Arp |

| Arbitro: | Haslberger |

|                         |           |  |
| Sararer 22’ Niemann 36’ | Marcatori |  |

| Arbitro: | Winkmann |

|  |           |                          |
|  | Marcatori | 13’, 48’ Tietz 72’ Korte |

| Ingolstadt 18 aprile 2021, ore 13:00 CEST 32ª giornata | Ingolstadt 04 | 0 – 0 referto | Meppen | Audi-Sportpark (0 spett.)\| Arbitro: \| Bacher \| |
| Arbitro:                                               | Bacher        |               |        |                                                   |

| Arbitro: | Speckner |

|              |           |                      |
| Tankulić 73’ | Marcatori | 50’ Bertram 74’ Atik |

| Arbitro: | Oldhafer |

|                          |           |                                    |
| Ballmert 60’ Hemlein 67’ | Marcatori | 27’ Verhoek 44’ Breier 90’ Türpitz |

| Zwickau 5 maggio 2021, ore 19:00 CEST 35ª giornata | Zwickau | 0 – 0 referto | Meppen | GGZ Arena (0 spett.)\| Arbitro: \| Kessel \| |
| Arbitro:                                           | Kessel  |               |        |                                              |

| Arbitro: | Burda |

|  |           |                             |
|  | Marcatori | 55’ Deters 84’ (rig.) Röser |

| Arbitro: | Haslberger |

|                        |           |  |
| Jänicke 14’ Golley 63’ | Marcatori |  |

| Arbitro: | Kampka |

|                   |           |                       |
| Tankulić 35’, 52’ | Marcatori | 74’ Palacios-Martínez |

## Statistiche

### Statistiche di squadra
| Competizione | Punti | In casa | In casa | In casa | In casa | In casa | In casa | In trasferta | In trasferta | In trasferta | In trasferta | In trasferta | In trasferta | Totale | Totale | Totale | Totale | Totale | Totale | DR  |
| Competizione | Punti | G       | V       | N       | P       | Gf      | Gs      | G            | V            | N            | P            | Gf           | Gs           | G      | V      | N      | P      | Gf     | Gs     | DR  |
| ------------ | ----- | ------- | ------- | ------- | ------- | ------- | ------- | ------------ | ------------ | ------------ | ------------ | ------------ | ------------ | ------ | ------ | ------ | ------ | ------ | ------ | --- |
| 3. Liga      | 41    | 19      | 8       | 0       | 11      | 24      | 37      | 19           | 4            | 5            | 10           | 13           | 24           | 38     | 12     | 5      | 21     | 37     | 61     | -24 |
| Totale       | 41    | 19      | 8       | 0       | 11      | 24      | 37      | 19           | 4            | 5            | 10           | 13           | 24           | 38     | 12     | 5      | 21     | 37     | 61     | -24 |

### Andamento in campionato
| Giornata  | 1  | 2 | 3  | 4  | 5  | 6  | 7  | 8  | 9  | 10 | 11 | 12 | 13 | 14 | 15 | 16 | 17 | 18 | 19 | 20 | 21 | 22 | 23 | 24 | 25 | 26 | 27 | 28 | 29 | 30 | 31 | 32 | 33 | 34 | 35 | 36 | 37 | 38 |
| --------- | -- | - | -- | -- | -- | -- | -- | -- | -- | -- | -- | -- | -- | -- | -- | -- | -- | -- | -- | -- | -- | -- | -- | -- | -- | -- | -- | -- | -- | -- | -- | -- | -- | -- | -- | -- | -- | -- |
| Luogo     | C  | T | C  | T  | C  | T  | C  | T  | C  | T  | C  | T  | C  | T  | T  | C  | T  | C  | T  | T  | C  | T  | C  | T  | C  | T  | C  | T  | C  | T  | C  | T  | C  | C  | T  | C  | T  | C  |
| Risultato | P  | V | P  | P  | P  | P  | V  | P  | V  | P  | P  | P  | V  | N  | V  | P  | V  | V  | P  | N  | P  | P  | V  | P  | V  | N  | P  | V  | V  | P  | P  | N  | P  | P  | N  | P  | P  | V  |
| Posizione | 17 | 9 | 14 | 14 | 16 | 18 | 16 | 17 | 16 | 19 | 19 | 20 | 19 | 19 | 16 | 17 | 15 | 13 | 14 | 13 | 16 | 17 | 14 | 15 | 14 | 14 | 15 | 14 | 12 | 14 | 15 | 15 | 15 | 16 | 16 | 16 | 17 | 17 |

Legenda:

Luogo: C = Casa; T = Trasferta. Risultato: V = Vittoria; N = Pareggio; P = Sconfitta.

### Statistiche dei giocatori
| J. Al-Hazaimeh  | 31 | 1 | 7  | 1 |
| H. Amin         | 31 | 3 | 6  | 1 |
| N. Andermatt    | 25 | 0 | 8  | 0 |
| M. Ballmert     | 24 | 1 | 1  | 0 |
| T. Boere        | 19 | 2 | 1  | 0 |
| D. Bozic        | 26 | 2 | 4  | 0 |
| L. Bredol       | 0  | 0 | 0  | 0 |
| M. Bähre        | 9  | 0 | 5  | 0 |
| L. Bünning      | 35 | 3 | 11 | 0 |
| E. Domaschke    | 31 | 0 | 1  | 0 |
| J. Düker        | 12 | 0 | 1  | 0 |
| F. Egerer       | 36 | 0 | 5  | 0 |
| W. Evseev       | 18 | 0 | 1  | 0 |
| C. Frommann     | 0  | 0 | 0  | 0 |
| N. Grevink      | 0  | 0 | 0  | 0 |
| R. Guder        | 37 | 3 | 8  | 0 |
| M. Harsman      | 0  | 0 | 0  | 0 |
| H. Helwe        | 11 | 2 | 1  | 0 |
| C. Hemlein      | 31 | 3 | 7  | 0 |
| J. Jesgarzewski | 13 | 1 | 2  | 0 |
| L. Krüger       | 23 | 1 | 4  | 0 |
| T. Leugers      | 4  | 0 | 2  | 1 |
| Y. Osée         | 23 | 1 | 5  | 0 |
| M. Piossek      | 26 | 2 | 8  | 0 |
| L. Plogmann     | 8  | 0 | 1  | 0 |
| S. Puttkammer   | 13 | 3 | 3  | 0 |
| V. Rama         | 25 | 3 | 2  | 0 |
| L. Tankulić     | 36 | 6 | 4  | 1 |
| T. Tattermusch  | 9  | 0 | 1  | 0 |